# Noble Sissle
Noble Lee Sissle (10. července 1889 Indianapolis – 17. prosince 1975) byl americký jazzový skladatel, textař, kapelník, zpěvák a dramatik. Stal se známým především díky broadwayskému muzikálu Shuffle Along (1921) a jeho hitu "I'm Just Wild About Harry".

## Život
Sissle se narodil 10. července 1889 v Indianapolisu ve státě Indiana. Jeho otec reverend George A. Sissle byl pastorem v městské kapli Simpson M. E. Jeho matka Martha Angeline (rozená Scottová) Sissleová byla učitelkou a kurátorkou pro mladistvé.
V mládí Sissle zpíval v církevních sborech a jako sólista ve sboru své střední školy v Clevelandu ve státě Ohio. Sissle navštěvoval DePauw University v Greencastlu ve státě Indiana, kde získal stipendium, a později přestoupil na Butler University v Indianapolisu. Potom se začal naplno věnovat hudbě.